# OpenMP
OpenMP je soustava direktiv pro překladač a knihovních procedur pro paralelní programování. Jedná se o standard pro programování počítačů se sdílenou pamětí. OpenMP usnadňuje vytváření vícevláknových programů v programovacích jazycích Fortran, C a C++.
První OpenMP standard pro FORTRAN 1.0 byl publikován v roce 1997. Rok poté byl uvolněn standard pro C/C++. Standard verze 2.0 byl uvolněn pro FORTRAN v roce 2000 a pro C/C++ v roce 2002, verze 3.0 v roce 2008, verze 4.0 v roce 2013, verze 4.5 v roce 2015, verze 5.0 pro C/C++ a FORTRAN potom v roce 2018. Aktuální je verze 5.1 pro C/C++ a FORTRAN, která byla uvolněna 13. listopadu 2020.

## Programovací model OpenMP
Hlavní vlákno (master thread) vytváří podle potřeby skupinu podvláken. Paralelizace programu se pak provádí postupně s ohledem na výkon aplikace, tj. sekvenční program je postupně (podle možností) paralelizován.

## Programování v OpenMP
OpenMP se spouští pomocí tzv. direktiv. K vytvoření skupiny vláken použijeme direktivu pragma:
```
#pragma omp parallel

{

  
...
  
// každé vlákno vykonává příkazy tohoto bloku

}

```

K rozdělení práce cyklu mezi vlákna použijeme:
```
#pragma omp parallel for

for
 
(
i
=
0
;
 
i
<
N
;
 
i
++
)
 
{

  
...
  
// každé vlákno vykoná část iterací

}

```

Klauzule modifikují direktivy:
- Private(list) – pro určené proměnné se vytváří jejich kopie v každém vláknu
- Reduction(op:list) – kombinuje (podle určené operace) lokálně spočítané hodnoty do privátní hodnoty uvedené v seznamu

### Program hello.f90 v jazyce Fortran 90
```
program 
hello

  
use 
omp_lib

  
implicit none

  
integer
:
 
nthr
,
 
myth

 
!$omp parallel private(myth)

 
!$omp single

  
nthr
=
omp_get_num_threads
()
 
! OpenMP funkce (interface omp_lib, určí počet vláken a jeho index)

 
!$omp end single

  
myth
=
omp_get_thread_num
()

  
write
(
6
,
*
)
 
'Hello from'
,
myth
,
 
&
 
! myth je lokální ve vlákně private, nthr je globální v procesu share

     
&
 
'of'
,
nthr

 
!$omp end parallel

 
end program 
hello

```

Tučně vyznačený kód provádějí všechna vlákna. Program zkompilujeme a použijeme přitom přepínač -openmp, který aktivuje OpenMP direktivy generující kód vláken:
```
ifort -openmp -o hello hello.f90
```

Zkompilovaný program spustíme. Všimněte si, že jednotlivé výstupy jsou v náhodném pořadí, protože pořadí není pro vlákna definováno:
```
export OMP_NUM_THREADS=4  // Definujeme počet použitých vláken v prostředí OpenMP
./hello
Hello from 0 of 4
Hello from 2 of 4
Hello from 3 of 4
Hello from 1 of 4
```

Kompilace pro sériový běh vyžaduje knihovnu openmp_stubs:
```
ifort -openmp_stubs -o hello hello.f90 -lpthread
```